# 阿尔托大学商学院
阿尔托大学商学院（芬蘭語：Aalto-yliopiston kauppakorkeakoulu，簡稱：Aalto BIZ），前身为独立的赫爾辛基經濟學院（或称赫尔辛基商学院，芬蘭語：〔HKKK〕，英語：〔HSE〕），位於北歐芬蘭首都赫爾辛基，為北歐頂級的商學院之一。2010年1月，赫爾辛基經濟學院與赫爾辛基理工大學及赫爾辛基藝術設計大學合併成一所新的大學——阿爾托大學。

## 褒獎
HSE之高階企管碩士（EMBA）2016年於英國《金融時報》教育評鑑中獲得全球第61名的殊榮；QS世界大學排名2016年全球排名第51名之商學院。
阿尔托大学商学院現擁有全球三大企管教育之同時認證，分別是英國頒發的AMBA、歐洲的EQUIS，以及美國的AACSB。至2018年1月世界同時得此三大認證的大學有86所。

## 国际交流

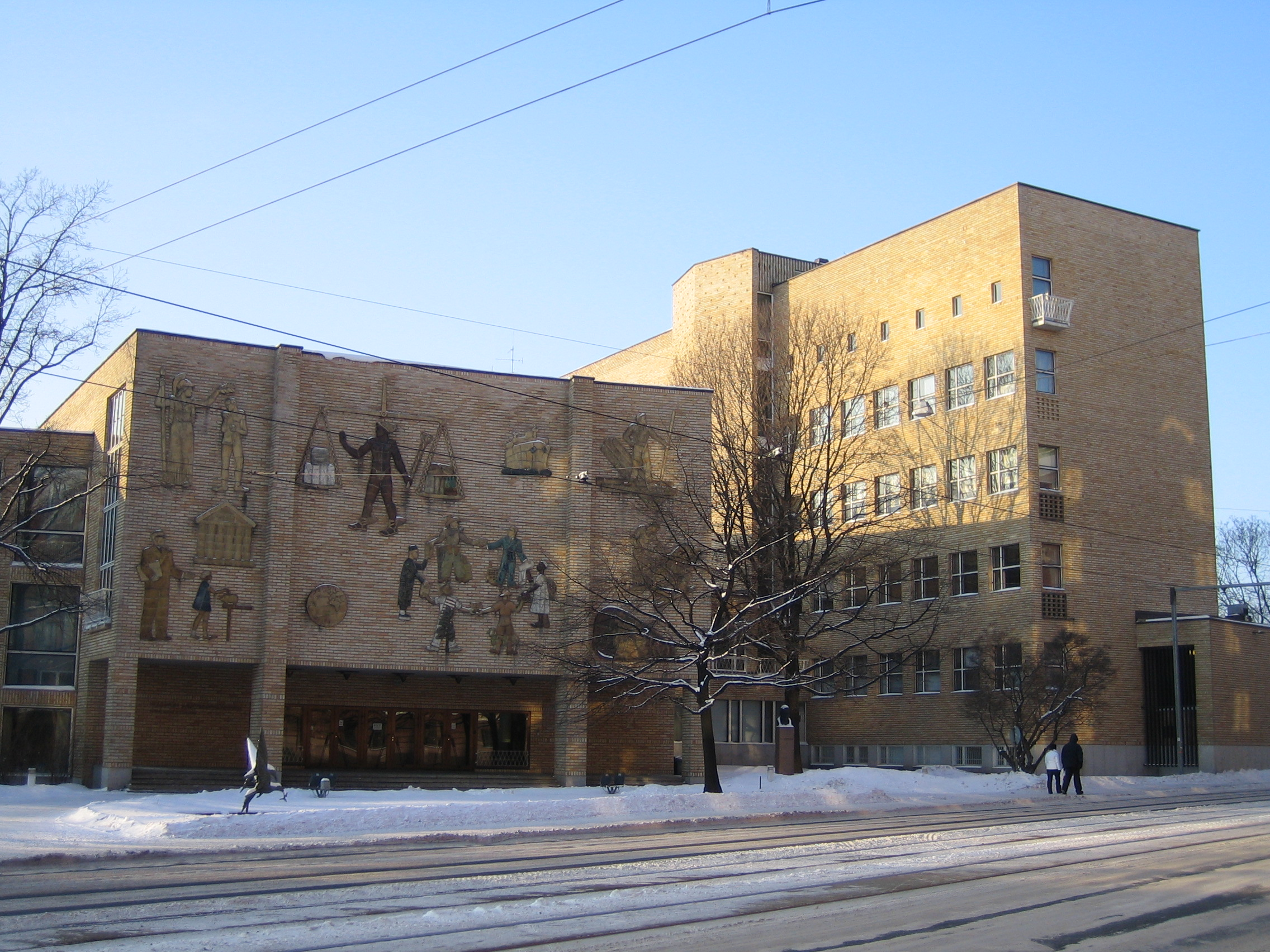
主建築上繪有人類原始經濟活動

為擴展影響力，HSE於新加坡、南韓首爾、台灣台北、波蘭波茲南亦設有分校。目前HSE於國際上的校友計有1500餘名，台灣校友至2016年已超過300名，並於台灣內政部申請設立《芬蘭國立阿爾托大學EMBA台灣校友會》，台灣班EMBA開班於2016年10月第十九屆開學及校友服務由汎亞國際教育中心負責，並多次舉辦校友活動。

## 文獻參考
1. ↑  . 出国留学网. 2014-01-06  [2016-12-08]. （原始内容存档于2019-10-31）.
2. ↑  . rankings.ft.com.   [2017-02-18]. （原始内容存档于2021-05-01） （英语）.
3. ↑  .   [2007-10-28]. （原始内容存档于2019-07-13）.
4. ↑  . Top Universities. 2016-03-17  [2017-02-18]. （原始内容存档于2021-05-22） （英语）.
5. ↑  . MBA Today.   [2018-02-18]. （原始内容存档于2019-03-09） （英语）.
6. ↑  . www.facebook.com.   [2017-02-18]. （原始内容存档于2019-07-13） （中文（简体））.
7. ↑  .   [2017-02-18]. （原始内容存档于2019-11-30）.